# Hamskeri (ö, lat 60,68, long 21,15)
Hamskeri är en ö i Finland. Den ligger i Skärgårdshavet och i kommunen Gustavs i landskapet Egentliga Finland, i den sydvästra delen av landet. Ön ligger omkring 67 kilometer väster om Åbo och omkring 220 kilometer väster om Helsingfors.
Öns area är 12,8 hektar och dess största längd är 0,8 kilometer i sydöst-nordvästlig riktning.

## Klimat
Inlandsklimat råder i trakten. Årsmedeltemperaturen i trakten är 5 °C. Den varmaste månaden är augusti, då medeltemperaturen är 16 °C, och den kallaste är januari, med −6 °C.